# Jokisaari (ö i Finland, Birkaland, Övre Birkaland, lat 62,03, long 24,47)
Jokisaari är en ö i Finland. Den ligger i sjön Ajosjärvi och i kommunen Mänttä-Filpula i den ekonomiska regionen  Övre Birkalands ekonomiska region  och landskapet Birkaland, i den södra delen av landet, 210 km norr om huvudstaden Helsingfors. Öns area är 1,4 hektar och dess största längd är 240 meter i sydväst-nordöstlig riktning.